# Гружанское водохранилище
Гружанское водохранилище или Гружанское озеро (серб. Гружанско језеро) — искусственный водоём в Шумадии (Сербия), созданный в начале 1980-х годов на реке Гружа для водоснабжения города Крагуевац — столицы округа.

## Создание водоёма
Строительство бетонно-арочной плотины происходило в 1979—1981 годах, в ходе которого была перегорожена одна из самых длинных и полноводных рек Шумадии — Гружа. Окончательное формирование искусственного резервуара завершено в 1983 году (по некоторым источника — в 1985 году). Основная цель — накопления ресурса для водоснабжения Крагуеваца, Кралево и окрестных деревень. Сегодня Гружанское озеро обеспечивает питьевой водой более 300 тысяч граждан Сербии. Строительство водохранилища потребовало создания новой инженерно-технической инфраструктуры, а также необходимость возведения моста на автомобильной дороге Крагуевац — Чачак.

## Морфологические и гидрологические характеристики
Водохранилище имеет объём 64,5 миллиона кубических метров. Протяжённость его береговой линии составляет около 42 километров, ширина колеблется от 300 до 2800 метров, длина — около 10 тысяч метров, площадь — около 900 гектаров. Побережье является относительно низким, доступным, покрыто лугами и низкими кустарники. В северной части озера его ширина 1000—2000 метров, в то время как в южной части, в районе плотины, она сужается до 100—500 метров. При максимальном уровне воды длина береговой линии 42 километра, но при падении уровня воды в летние месяцы сокращается максимум на три километра. Средняя глубина озера на уровне пика воды — 6,5 метра, при этом максимальная глубина составляет 35 метров. Основная часть накопленной воды (более 80 %) находится в диапазоне до 10 метров, что указывает на относительную поверхностность накопления. Единственным постоянным притоком является река Груза. В зимний период лёд редко покрывает озеро полностью, за исключением аномальных морозов, но не более одного месяца в году.

## Биоразнообразие
В водохранилище обитают сазан, щука, сом, карась,речной окунь, озёрная форель, лещ, судак. Благодаря этому в районе Крагуеваце и Книча широко распространена любительская рыбалка. Озеро имеет важную роль в миграции птиц. Здесь зимуют некоторые виды уток и гусей. Специалистами отмечено 78 видов птиц, из которых 25 гнездяться в районе озера. Наибольшее число видов, зарегистрированных в зоне сильного антропогенного воздействия.

## Дополнительная информация
- На озере созданы хорошие условия для занятий водными видами спорта, особенно для академической гребли и гребли на байдарках. Кроме того, с 1996 года по инициативе туристической организации Книча здесь организуются ежегодные творческие встречи художников под названием «Гружанская осень»[1].
- 3 июня 2010 года в водохранилище упал штурмовик СОКО J-22 Орао ВВС Сербии. Он совершал тренировочный полёт в составе боевой группы. После неудачной попытки приземлиться в запланированном пункте из-за отказавшего шасси и по причине небольшого остатка топлива, майор сербских ВВС принял решение увести машину дальше от населённых пунктов. Обеспечив крушение самолёта над акваторией озера, вне жилых зон, пилот успел катапультироваться[4].
- Окрестности Гружанского водохранилища стали одним из центров наводнения на Балканах 2014 года, когда в 15 муниципалитетах Сербии пострадали сотни человек[5].